# Bosznia-Hercegovinában használt zászlók képtára
Ez a Bosznia-Hercegovinában valaha vagy jelenleg is használt zászlók képtára.

## Bosznia és Hercegovina, mint köztársaság
| Zászló | Dátum       | Használat                    | Leírás |
| ------ | ----------- | ---------------------------- | ------ |
|        | 1998 –      | Bosznia-Hercegovina zászlaja |        |
|        | 1991 – 1998 | Bosznia-Hercegovina zászlaja |        |

## Kantonzászlók
| Zászló | Dátum  | Használat                  | Leírás |
| ------ | ------ | -------------------------- | ------ |
|        | 1995 – | Una-Sana Kanton            |        |
|        | 1995 – | Posavina Kanton            |        |
|        | 1995 – | Tuzla Kanton               |        |
|        | 1995 – | Zenica-Doboj Kanton        |        |
|        | 1995 – | Boszniai Podrinje Kanton   |        |
|        | 1995 – | Közép-Bosznia Kanton       |        |
|        | 1995 – | Hercegovina-Neretva Kanton |        |
|        | 1995 – | Nyugat-Hercegovina Kanton  |        |
|        | 1995 – | Szarajevó Kanton           |        |
|        | 1995 – | Nyugat-Bosznia Kanton      |        |

## Katonai zászló
| Zászló | Dátum       | Használat | Leírás                                          |
| ------ | ----------- | --------- | ----------------------------------------------- |
|        | 1993 – 1995 |           | A hadsereg ezen zászlaját 1993-ban vezették be. |

## Bosznia és Hercegovina Királysága (I. Tvrtko)
| Zászló | Dátum                   | Használat                    | Leírás |
| ------ | ----------------------- | ---------------------------- | --- |
|        | (hivatalos 1353 – 1391) | Bosznia-Hercegovina zászlaja | Az első zászlók egyike a Tvrtko uralom korból származik. Ő az öreg címert használta, ami megjelenik a bosnyák zászlón 1991 és 1998 között. |

## Nyugat-Hercegovina 1760-as zászló
| Zászló | Dátum        | Használat | Leírás                                                      |
| ------ | ------------ | --- | ----------------------------------------------------------- |
|        | 1760-as évek | Nyugat-Hercegovina zászlaja. A bosnyák földesurak használták a határmenti területeken Dél- és Nyugat-Hercegovinában. A zászlót leggyakrabban háborúkban használták. A zászló elkísérte a bosnyák csapatokat Hotin (Bukovina) második ostromára. | Zöld mező fehér félholddal és a rúd felé mutató csillaggal. |

## A bosnyák felkelés zászlaja
| Zászló | Dátum | Használat | Leírás                                                             |
| ------ | ----- | --- | ------------------------------------------------------------------ |
|        | 1831  | A Husein Gradaščević vezette bosnyák felkelés zászlaja az 1830-as évekből. A felkelés célja autonómia nyerése a Török Birodalomtól volt. | Zöld mező sárga félholddal és (a rúdtól elfelé mutató) csillaggal. |

## Független Bosznia 1878
| Zászló | Dátum | Használat                                                                    | Leírás |
| ------ | ----- | ---------------------------------------------------------------------------- | --- |
|        | 1878  | Bosznia zászlaja. 1878-ban Bosznia rövid ideig független államként létezett. | Nagyon hasonlít a Husein Gradaščević 1830-as felkelésében használt zászlóhoz: zöld mező, benne sárga félhold és a rúdtól elfele mutató csillag, de a félhold ívesebb, mint egy tipikus Iszlám félhold szimbólum. |

## Osztrák–magyar uralom
| Zászló | Dátum       | Használat                                                      | Leírás |
| ------ | ----------- | -------------------------------------------------------------- | --- |
|        | 1878 – 1908 | Bosznia tartomány zászlaja                                     | Vörös és sárga vízszintes sávok pajzzsal. Hercegovina tartománynak is hasonló zászlaja volt, csak megfordított színekkel. |
|        | 1908        | Bosznia és Hercegovina zászlaja az osztrák–magyar annexió után | Vörös és sárga vízszintes bikolór.                                                                                        |

## Volt jugoszláv időszak
| Zászló | Dátum       | Használat                                        | Leírás |
| ------ | ----------- | ------------------------------------------------ | --- |
|        | 1945 – 1991 | A Bosznia és Hercegovina Népköztársaság zászlaja | Nagyon hasonlít Jugoszlávia régi zászlajára. Vörös mező (a Jugoszláviában lévő szocializmust és kommunizmust szimbolizálva), Jugoszlávia zászlajával a felsőszögben. |

## Bosznia és Hercegovina tagállamainak zászlói
| Zászló | Dátum  | Használat                                   | Leírás                                 |
| ------ | ------ | ------------------------------------------- | -------------------------------------- |
|        | 1995 – | Bosznia-Hercegovina Föderációjának zászlaja |                                        |
|        | 1995 – | A Boszniai Szerb Köztársaság zászlaja       | Vízszintes vörös, kék, fehér trikolór. |

- Megjegyzés: Mindkét zászlót le kellett cserélni 2006 szeptemberéig (A Bosznia és Hercegovina Alkotmánybírósága döntése értelmében), hogy elkerüljék a nacionalista szimbólumokat

## Alternatív zászlóváltozatok

### Javaslatok első csoportja
| Zászló | Dátum                       | Használat                                                                             | Leírás                                                                           |
| ------ | --------------------------- | ------------------------------------------------------------------------------------- | -------------------------------------------------------------------------------- |
|        | Javaslat, soha nem használt | Bosznia és Hercegovina zászlaja. Első alternatíva a javaslatok első csoportjában.     | Hasonlít Csehország zászlajához. Zöld és vörös sávok, kék háromszöggel a rúdnál. |
|        | Javaslat, soha nem használt | Bosznia és Hercegovina zászlaja. Második alternatíva a javaslatok első csoportjában.  | Hasonló az Egyesült Nemzetek zászlajához. Világoskék mező egy búzaággal.         |
|        | Javaslat, soha nem használt | Bosznia és Hercegovina zászlaja. Harmadik alternatíva a javaslatok első csoportjában. | Kék mező rajta Bosznia és Hercegovina térképének körvonala.                      |

### Javaslatok második csoportja
| Zászló | Dátum                       | Használat                                                                                | Leírás |
| ------ | --------------------------- | ---------------------------------------------------------------------------------------- | ------ |
|        | Javaslat, soha nem használt | Bosznia és Hercegovina zászlaja. Harmadik alternatíva a javaslatok második csoportjában. |        |

### Javaslatok harmadik csoportja
| Zászló | Dátum                       | Használat | Leírás                                                                                          |
| ------ | --------------------------- | --- | ----------------------------------------------------------------------------------------------- |
|        | Javaslat, soha nem használt | Bosznia és Hercegovina zászlaja. Első alternatíva a javaslatok harmadik csoportjában (a Westendorp javaslatokban).     | A bevezetett nemzeti zászlóval azonos, de az Egyesült Nemzetek által használt kék árnyalatával. |
|        | Javaslat, soha nem használt | Bosznia és Hercegovina zászlaja. Második alternatíva a javaslatok harmadik csoportjában (a Westendorp javaslatokban).  |                                                                                                 |
|        | Javaslat, soha nem használt | Bosznia és Hercegovina zászlaja. Harmadik alternatíva a javaslatok harmadik csoportjában (a Westendorp javaslatokban). |                                                                                                 |